# Audiokinetic
Audiokinetic Inc. est une société Canadienne de logiciels basée à Montréal, au Québec, qui développe des logiciels audio pour l'industrie du jeu vidéo. Son produit principal est le logiciel de création audio Wwise. Le 8 janvier 2019, Sony Interactive Entertainment a annoncé l'acquisition de la société.

## Histoire
Audiokinetic a été fondée en 2000 par Martin H. Klein, un vétéran des industries de la musique, du cinéma et des jeux vidéo.
En 2003, Audiokinetic a obtenu le financement de l'Alliance numériQC, le réseau québécois de l'industrie numérique.
En 2006, Microsoft Game Studios (MGS) a signé un accord de licence à long terme avec Audiokinetic. Le premier jeu à utiliser le logiciel Audiokinetic était Shadowrun de FASA Interactive.
En janvier 2007, Audiokinetic a conclu un partenariat éducatif avec le Conservatoire des arts et des sciences de l'enregistrement. Le Conservatoire enseignera la plate-forme logicielle Wwise d'Audiokinetic dans son programme Audio for Games et développera davantage une certification de fabricant autorisée pour le produit,.
En novembre 2007, Audiokinetic a rejoint le programme de partenaires privilégiés d'Emergent Game Technologies. Dans le cadre de cet accord exclusif, Audiokinetic est devenu le seul partenaire audio de premier plan d'Emergent et Wwise a été intégré à Gamebryo, le framework de développement de jeux d'Emergent.
En novembre 2008, Audiokinetic a lancé SoundSeed, une famille de générateurs de sons pour l'audio des jeux utilisant la technologie de traitement numérique du son (DSP). En février 2011, Sony a annoncé que la PlayStation Vita serait le premier appareil portable à prendre en charge Audiokinetic. En février 2013, Audiokinetic a ouvert un bureau japonais à Tokyo. En janvier 2015, Audiokinetic et CRAS ont annoncé la création d'un programme de certification en ligne pour Wwise. En mars 2015, Audiokinetic et Steinberg ont annoncé un partenariat pour intégrer Wwise à une nouvelle DAW, Nuendo 7. Le 8 janvier 2019, Sony a annoncé que la société avait conclu un accord définitif pour que Sony Interactive Entertainment acquière Audiokinetic.